# Nassulopsis elegans
Nassulopsis elegans ist eine Art der Wimpertierchen (Ciliophora).
Die Tiere sind langgestreckt und 200 bis 300 Mikrometer groß. Für diese Art charakteristisch ist ein am Vorderpol liegender dunkelblauer Pigmentfleck. Die Schlundreuse besteht aus komplexen Mikrotubulistrukturen und ist groß. Im Randplasma befindet sich eine große Anzahl Mukozysten. Unter anderem liefern diese die Facettenstrukturen von Ruhezysten.
Der Lebensraum von Nassulopsis elegans sind Kleingewässer. Hier ist die Art zwischen Wasserlinsen und im Bodensatz zu finden.